# Joan Tomàs Noguera
Joan Tomàs Noguera (Llucmajor, 12 de maig de 1992) és un jugador de bàsquet mallorquí d'1,98 m d'altura que juga d'aler.
Joan Tomàs començà a jugar amb només tres anys a l'Escola de bàsquet del Club de Bàsquet Joventut de Llucmajor, on romangué fins a l'estiu de 2004, data en la qual s'incorporà al Col·legi Sant Agustí, amb el qual es proclamà Campió de Balears infantil, i aconseguí la cinquena posició en el Campionat d'Espanya per autonomies de la categoria. En la temporada 2006-07 fitxà pel Joventut de Badalona (en el que ja estava jugant el seu germà major Pere Tomàs), aconseguint dos Campionats d'Espanya cadet, sent internacional amb la Selecció Espanyola en aquesta categoria.
Del 2012 al 2014 juga en el Club Bàsquet Prat cedit pel DKV Joventut. Posteriorment ha militat en diferents equips de la LEB Or com el Melilla, el Palma o l'Ourense.
Els seus 1,98 m d'altura i la seva gran capacitat física es combinen amb una gran capacitat anotadora des de la penetració.